# Bundesratswahl 2002

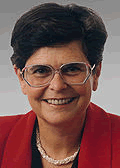
Ruth Dreifuss

Bei der Bundesratswahl 2002 wurde am 4. Dezember 2002 in einer Ersatzwahl Micheline Calmy-Rey (SP) von der Vereinigten Bundesversammlung als Nachfolgerin für die zurückgetretene Ruth Dreifuss (SP) in den Schweizer Bundesrat gewählt.

## Strategien der Parteien
- SP: Die Fraktion der SP hatte zwei offizielle Kandidatinnen nominiert: die Genfer Staatsrätin Micheline Calmy-Rey und die Freiburger Staatsrätin Ruth Lüthi. Keine Berücksichtigung fanden die Tessiner Staatsrätin Patrizia Pesenti, die Genfer Nationalrätin Liliane Maury Pasquier und der Neuenburger Ständerat Jean Studer.
- SVP: Obwohl die SP gemäss der Zauberformel Anspruch auf zwei Bundesratssitze hatte, erhob die SVP Anspruch auf einen zweiten Sitz auf deren Kosten und nominierte den Zürcher Nationalrat Toni Bortoluzzi als Kandidaten. Sie kündigte an, für den Fall, dass Toni Bortoluzzi vorzeitig aus dem Rennen falle, leer einlegen zu wollen.
- CVP, FDP, Grüne: Die Fraktionen der CVP, der FDP und der Grünen hatten Stimmfreigabe beschlossen. Sie bezeichneten beide Kandidatinnen der SP als kompetent und wählbar.

Aufgrund dieser Ausgangslage wurde ein offenes Rennen zwischen Micheline Calmy-Rey und Ruth Lüthi erwartet, während die Sprengkandidatur von Toni Bortoluzzi als chancenlos eingeschätzt wurde.

## Wahlergebnis

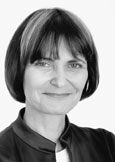
Micheline Calmy-Rey

|                         | 1. Wahlgang | 2. Wahlgang | 3. Wahlgang | 4. Wahlgang | 5. Wahlgang |
| ----------------------- | ----------- | ----------- | ----------- | ----------- | ----------- |
| ausgeteilte Wahlzettel  | 244         | 243         | 245         | 245         | 245         |
| eingegangene Wahlzettel | 244         | 243         | 245         | 245         | 244         |
| leer/ungültig           | 3/2         | 2/0         | 1/0         | 2/0         | 44/1        |
| gültig total            | 239         | 241         | 244         | 243         | 199         |
| absolutes Mehr          | 120         | 121         | 123         | 122         | 100         |
| Micheline Calmy-Rey     | 80          | 94          | 98          | 113         | 131         |
| Toni Bortoluzzi         | 69          | 58          | 56          | 59          | –           |
| Ruth Lüthi              | 61          | 69          | 78          | 71          | 68          |
| Patrizia Pesenti        | 15          | 13          | 12          | –           | –           |
| Jean Studer             | 11          | –           | –           | –           | –           |
| verschiedene            | 3           | 7           | –           | –           | –           |